# William Kirschbaum
William Kirschbaum (né le 5 novembre 1902 et mort le 29 avril 1953 à San Mateo (Californie)) est un nageur américain spécialiste des épreuves de brasse.

## Palmarès

### Jeux olympiques
- Jeux olympiques de 1924 à Paris (France) :
  -  Médaille de bronze du 200 m brasse[1].